# Châlons-du-Maine
Châlons-du-Maine är en kommun i departementet Mayenne i regionen Pays de la Loire i nordvästra Frankrike. Kommunen ligger i kantonen Argentré som tillhör arrondissementet Laval. År 2022 hade Châlons-du-Maine 691 invånare.

## Befolkningsutveckling
Antalet invånare i kommunen Châlons-du-Maine
| Referens: INSEE |